# Торос (озеро, Суккозерское сельское поселение, восточное)
Торос — пресноводное озеро на территории Суккозерского сельского поселения Муезерского района Республики Карелии.

## Общие сведения
Площадь озера — 1,3 км², площадь водосборного бассейна — 181 км². Располагается на высоте 173,2 метров над уровнем моря.
Озеро неправильной треугольной формы. Берега каменисто-песчаные, местами заболоченные.
С севера в Торос впадает протока, несущая воды озёр Корбисалми, Валлас, Музозера, Большие Кушкари и Воттомукс.
С южной стороны озера вытекает безымянный водоток, впадающий в Воттозеро, из которого берёт начало река Вотто, в свою очередь, впадающая в озеро Гимольское, через которое течёт река Суна.
По центру озера расположен один относительно крупный (по масштабам водоёма) остров без названия.
Населённые пункты и автодороги вблизи водоёма отсутствуют.
Код объекта в государственном водном реестре — 01040100211102000017760.